# Thirlmere Lakes nationalpark
Thirlmere Lakes nationalpark är en nationalpark i Australien. Den ligger i delstaten New South Wales, i den sydöstra delen av landet, omkring 72 kilometer sydväst om delstatshuvudstaden Sydney. Arean är 6,3 kvadratkilometer.
Närmaste större samhälle är Tahmoor, nära Thirlmere Lakes National Park.
I omgivningarna runt Thirlmere Lakes National Park växer huvudsakligen savannskog. Runt Thirlmere Lakes National Park är det glesbefolkat, med 14 invånare per kvadratkilometer. Genomsnittlig årsnederbörd är 1 288 millimeter. Den regnigaste månaden är februari, med i genomsnitt 215 mm nederbörd, och den torraste är juli, med 34 mm nederbörd.